# Qui non è possibile
Qui non è possibile (It Can't Happen Here) è un romanzo fantapolitico distopico del 1935 dello scrittore statunitense Sinclair Lewis.
Pubblicato durante l'ascesa del nazifascismo in Europa, il romanzo descrive l'ascesa di Buzz Windrip, un senatore populista che viene eletto presidente degli Stati Uniti promettendo drastiche riforme economiche e sociali e al tempo stesso promettendo un ritorno al patriottismo e ai valori tradizionali. Windrip assume un completo controllo del governo e impone un regime totalitario con l'aiuto di una spietata forza paramilitare, alla maniera di Hitler e delle SS.
La trama del romanzo è incentrata sull'opposizione al nuovo regime del giornalista Doremus Jessup e sulla sua successiva lotta contro di esso. I recensori dell'epoca e i critici letterari successivi hanno sottolineato il collegamento con il politico della Louisiana Huey Pierce Long, assassinato nel 1935, appena prima della pubblicazione del romanzo, mentre si apprestava a correre alle elezioni per la presidenza del 1936.
Dal romanzo è stata tratta un'opera teatrale del 1936, un film per la televisione e gli è stato assegnato il premio Prometheus "Hall of fame" 2007. In Italia è stato tradotto nel 1944 e ripubblicato nel 2016.

## Trama
Nel 1936 il senatore Berzelius Windrip detto "Buzz", un politico carismatico e assetato di potere, vince le elezioni come Presidente degli Stati Uniti su una piattaforma populista, promettendo di riportare il Paese alla prosperità e alla grandezza di garantire a ogni cittadino 5.000 dollari all'anno (circa 90.000 $ al netto dell'inflazione nel 2015). Presentandosi come un campione dei valori tradizionali americani, Windrip sconfigge facilmente i suoi avversari, il senatore Walt Trowbridge e il presidente uscente Franklin Delano Roosevelt.
Pur avendo già prefigurato alcune misure autoritarie al fine di riorganizzare il governo degli Stati Uniti, Windrip vieta rapidamente il dissenso, incarcera i nemici politici in campi di concentramento e addestra e arma una forza paramilitare chiamata i "Minute Men", che terrorizza i cittadini e fa rispettare le politiche di Windrip e il suo regime "corporativista". Uno dei suoi primi atti da presidente è quello di eliminare l'influenza del Congresso degli Stati Uniti, il che gli attira le ire di molti cittadini come degli stessi legislatori. I Minute Men rispondono crudelmente alle proteste attaccando i manifestanti con le baionette.
In aggiunta a queste azioni, l'amministrazione di Windrip, nota come il governo del "Corpo", limita i diritti delle donne e delle minoranze ed elimina i singoli Stati suddividendo il Paese in settori amministrativi. Il governo di questi settori è gestito dalle autorità del "Corpo", di solito importanti uomini d'affari o funzionari dei Minute Men. Coloro che sono accusati di crimini contro il governo vengono condotti davanti a tribunali irregolari presieduti da "giudici militari". La maggioranza degli americani approva tali misure dittatoriali, vedendole come passi necessari benché dolorosi per ripristinare la potenza americana. Altri, i meno entusiasti della prospettiva del corporativismo, si rassicurano dicendosi che il fascismo "qui non è possibile" (da cui il titolo del romanzo).
Gli aperti oppositori di Windrip, guidati dal senatore Trowbridge, formano un'organizzazione chiamata New Underground (la "nuova sotterranea"), aiutando i dissidenti in fuga verso il Canada in modi che ricordano la Underground Railroad (la "ferrovia sotterranea" che aiutava gli schiavi) e distribuendo propaganda anti Windrip. Una recluta della New Underground è Doremus Jessup, il protagonista del romanzo, un liberal tradizionale avversario sia del "corpoismo" sia delle teorie comuniste, soppresse dall'amministrazione Windrip. La partecipazione di Jessup all'organizzazione consiste nella pubblicazione di un periodico denominato The Vermont Vigilance, in cui scrive editoriali denunciando gli abusi di potere di Windrip. Shad Ledue, il commissario del distretto locale ed ex dipendente di Jessup, si risente del suo vecchio datore di lavoro e scopre infine le sue azioni, facendolo finire in un campo di concentramento.
Ledue successivamente terrorizza la famiglia di Jessup e in particolare sua figlia Sissy, che tenta inutilmente di sedurre. Sissy, tuttavia, scopre la prova dei rapporti corrotti da parte di Ledue, che espone a Francis Tasbrough, un tempo amico di Jessup e superiore di Ledue nella gerarchia amministrativa. Tasbrough fa imprigionare Ledue nello stesso campo di Jessup, dove i detenuti che aveva mandato lì si accordano per ucciderlo. Jessup, dopo un periodo di carcerazione relativamente breve, fugge quando i suoi amici corrompono una delle guardie del campo e si rifugia in Canada, dove si ricongiunge alla New Underground. In seguito serve l'organizzazione come spia nel nordest degli Stati Uniti, passando informazioni e sollecitando la gente del posto a resistere a Windrip.
Nel corso del tempo, la presa di Windrip sul potere s'indebolisce a mano a mano che la prosperità economica che aveva promesso non si concretizza e un crescente numero di americani disillusi, tra cui il vicepresidente Perley Beecroft, fugge in Canada. Windrip si inimica anche il suo segretario di Stato, Lee Sarason, che era stato in precedenza suo capo operativo e consigliere politico. Sarason e altri luogotenenti di Windrip, tra cui il generale Dewey Haik, prendono il potere ed esiliano il presidente in Francia. Sarason succede a Windrip, ma il suo governo stravagante e relativamente debole crea un vuoto di potere in cui Haik e altri si contendono il potere. In un colpo di Stato cruento, Haik guida un gruppo di militari suoi sostenitori alla Casa Bianca, uccide Sarason e i suoi soci e si autoproclama presidente.
I due colpi di stato provocano una lenta erosione del potere del Corpo; il governo di Haik cerca disperatamente di suscitare il patriottismo con il lancio di un'invasione ingiustificata del Messico. Dopo avere diffuso calunnie sul Messico nei giornali statali, Haik ordina una coscrizione di massa di giovani americani per invadere quel Paese, facendo infuriare molti di coloro che fino ad allora erano stati irriducibili fedelissimi del Corpo. In tutto il Paese scoppiano rivolte e ribellioni, e molti si rendono conto che il Corpo li aveva ingannati.
Il generale Emmanuel Coon, uno degli alti ufficiali di Haik, lo tradisce passando all'opposizione assieme a gran parte del suo esercito, rinforzando il movimento di resistenza. Benché ad Haik rimanga il controllo di gran parte del Paese, scoppia la guerra civile non appena la resistenza cerca di consolidare la sua presa sul Midwest. Il romanzo si conclude dopo l'inizio del conflitto, con Jessup che lavora come agente per la New Underground in zone occupate dal Corpo nel Minnesota meridionale.

## Accoglienza
I recensori dell'epoca e i critici letterari successivi hanno sottolineato il collegamento con il politico della Louisiana Huey Pierce Long, che si apprestava a correre alle elezioni per la presidenza del 1936 e appena prima della pubblicazione del romanzo fu assassinato. Secondo Boulard (1998), "il trattamento più agghiacciante e inquietante di Huey da uno scrittore è venuto con Qui non è possibile di Sinclair Lewis." Sinclair Lewis ha ritratto un vero e proprio dittatore americano sul modello di Hitler. A partire dal 1936 la WPA, un'agenzia del New Deal, fece recitare con una versione teatrale del romanzo in tutto il paese.
Lewis aveva l'obiettivo di danneggiare le possibilità di Long nelle elezioni del 1936. Keith Perry sostiene che la debolezza fondamentale del romanzo non è che adorna i politici americani di sinistri tocchi europei, ma che in definitiva concepisce fascismo e totalitarismo in termini di modelli delle politiche tradizionali americani piuttosto che vederli come l'introduzione di un nuovo tipo di società e un nuovo tipo di regime. Windrip, più che un nazista, è un truffatore incrociato con un Rotariano, un manipolatore che sa fare appello alla disperazione della gente, ma né lui né i suoi seguaci sono in preda del tipo di ideologia che trasforma il mondo come il nazionalsocialismo di Hitler."

## Adattamenti
Nel 1936 Lewis e John C. Moffitt scrissero un adattamento teatrale, sempre intitolato It Can't Happen Here, ancora prodotto a distanza di settant'anni. L'opera debuttò il 27 ottobre 1936 in 21 teatri statunitensi in 17 stati. simultaneamente, in produzioni sponsorizzate dal Federal Theater Project.
All'epoca era in preparazione alla MGM un adattamento cinematografico, ma il capo dello studio Louis B. Mayer annullò presto la produzione con gradimento annunciato pubblicamente del regime nazista in Germania. Will Harrison Hays, responsabile per l'applicazione del Codice Hays, comunicò dei possibili problemi nel mercato tedesco.

## Influenza in altre opere
Nel 1968 venne prodotto dalla Screen Gems un film per la televisione dal titolo Shadow on the Land per la regia di Richard C. Sarafian (titolo alternativo United States: It Can't Happen Here) come episodio pilota per una serie mai prodotta liberamente tratta dal romanzo.
Ispirato dal libro, il regista–produttore Kenneth Johnson scrisse un adattamento dal titolo Storm Warnings nel 1982. Il soggetto fu presentato alla NBC per produrlo come miniserie televisiva, ma i dirigenti della NBC respinsero la versione iniziale, considerandola troppo cerebrale per il pubblico medio statunitense. Per rendere il soggetto più vendibile, i fascisti statunitensi furono rimpiazzati da extraterrestri mangiatori di uomini, portando la storia nel campo della fantascienza. La storia rivista divenne la miniserie V - Visitors (V), che debuttò il 3 maggio 1983.
It Happened Here è un film del 1965, scritto, diretto e prodotto da Kevin Brownlow e Andrew Mollo, in cui, con uno stile semi-documentaristico, viene mostrato quello che sarebbe potuto accadere se la Germania nazista avesse occupato l'Inghilterra durante la seconda guerra mondiale.

## Edizioni
- Sinclair Lewis, It Can't Happen Here, Doubleday, Doran and Company, 1935.

- Sinclair Lewis, Qui non è possibile, traduzione di Gaetano Carancini, Le Najadi - collezione di grandi narratori 8, Jandi Sapi, 1944.

- Sinclair Lewis, Da noi non può succedere, traduzione di Teodoro Guidalberti, prefazione di Federico Rampini, Firenze, Passigli Editori, 2016  [1935],  p. 396, ISBN 978-88-368-1568-5.